# 邢其毅
邢其毅（1911年11月24日—2002年11月4日），男，原籍贵州贵阳，生于天津，中国有机化学家、教育家，中国科学院院士。

## 生平
邢其毅原籍贵阳市，1911年生于天津，自幼接受私塾教育，1933年毕业于北京辅仁大学，1936年获美国伊利诺大学博士学位（师从美国有机化学家罗杰·亚当斯），后赴德国慕尼黑大学在化学家魏兰德的实验室进行博士后的研究工作。1937年回国后任中央研究院化学研究所研究员、华中军医大学教授、北京大学教授、輔仁大學教授。
中华人民共和国成立后任北京大学化学系教授。曾参与研制人工合成牛胰岛素。

## 家庭
父亲邢端为清末官员、实业家。
妻子钱存柔为北京大学生物系教授，夫妻育有两子。

## 轶事
邢其毅热爱有机合成化学，不但十分欣赏有机合成化学家罗伯特·伯恩斯·伍德沃德，而且对其很有研究。国内出版的很多科学家传记中有关伍德沃德这一部分大多都是邢其毅负责写的。

## 著作
- 《基础有机化学》

该书是解放后国内正式出版的第一本中国人自己编写的有机化学教科书。
- 另有北京大学院士丛书《邢其毅文集》出版，收录其学术论文与教育有关的文章[來源請求]。